# KNVB Beker 1947/48
Het seizoen 1947/48 van de KNVB Beker was de 37ste editie van de Nederlandse voetbalcompetitie met als inzet de KNVB Beker. Wageningen won voor de tweede maal de beker, door in Amsterdam in de finale DWV na strafschoppen te verslaan. De finale kende overigens geen verlenging(en).

## Voorronde
| Datum | Wedstrijd                        | Uitslag | Scoreverloop |
| ----- | -------------------------------- | ------- | ------------ |
|       | Achilles – Noordster             | 7 – 0   |              |
|       | Alphensche Boys – LFC            | 3 – 0   |              |
|       | Always Forward – Velsen          | 3 – 2   |              |
|       | Asser Boys – Musselkanaal*       | 1 – 1   |              |
|       | AWC – WSV*                       | 1 – 1   |              |
|       | Budel Schoot – Hieronymus        | 5 – 2   |              |
|       | Corn Boys – SCB                  | 1 – 3   |              |
|       | De Hoven – Epe                   | 1 – 0   |              |
|       | De Ster – Vaesrade               | 5 – 1   |              |
|       | DSO – Hillinen                   | 2 – 1   |              |
|       | ETO – Holland                    | 1 – 3   |              |
|       | Feijenoord – ADO                 | 1 – 2   |              |
|       | FVC – Sneek*                     | 0 – 0   |              |
|       | GFC – AGOVV*                     | 2 – 2   |              |
|       | Haarsteeg – HSC '28              | 5 – 0   |              |
|       | Hermandad – DHZ*                 | 1 – 1   |              |
|       | HMS – Allen Weerbaar             | 5 – 2   |              |
|       | IVO – Juliana Mill               | 4 – 0   |              |
|       | Oranje Zwart – OFC               | 4 – 1   |              |
|       | Phenix – KHC                     | 1 – 2   |              |
|       | Purmerend – TYBB                 | 2 – 3   |              |
|       | RBC – Virtus                     | 1 – 2   |              |
|       | Spoorwegen – Laakkwartier        | 4 – 2   |              |
|       | Swift – QSC                      | 2 – 1   |              |
|       | Swift '36 – Hoensbroek*          | 2 – 2   |              |
|       | Texas – Concordia                | 3 – 2   |              |
|       | TSC – Bladella                   | 0 – 2   |              |
|       | VSV – De Volewijckers            | 0 – 4   |              |
|       | Westerkwartier – De Hollandiaan* | 3 – 3   |              |
|       | Worth Rheden – Leones            | 4 – 0   |              |
|       | ZFC – Baarn                      | 7 – 0   |              |

## 1e ronde
| Datum      | Wedstrijd                        | Uitslag | Scoreverloop                                                        |
| ---------- | -------------------------------- | ------- | ------------------------------------------------------------------- |
| 9 mei 1948 | ADO – CKC                        | 8 – 2   |                                                                     |
| 9 mei 1948 | Alphense Boys – Neptunus         | 1 – 9   |                                                                     |
| 9 mei 1948 | APGS – De Volewijckers           | 3 – 2   |                                                                     |
| 9 mei 1948 | APWC – Patria                    | 1 – 3   |                                                                     |
| 9 mei 1948 | Bladella – Budel Schoot*         | 0 – 0   |                                                                     |
| 9 mei 1948 | Blauw Zwart – Excelsior '20      | 5 – 3   |                                                                     |
| 9 mei 1948 | Bleijerheide – Schuttersveld     | 10 – 1  |                                                                     |
| 9 mei 1948 | Bloemendaal – RKVVA              | 2 – 6   |                                                                     |
| 9 mei 1948 | CHRC – DAVO                      | 5 – 1   |                                                                     |
| 9 mei 1948 | DCG – IVV                        | 2 – 3   |                                                                     |
| 9 mei 1948 | De Hollandiaan – Fluks           | 1 – 2   |                                                                     |
| 9 mei 1948 | De Valk – IVO                    | 2 – 1   |                                                                     |
| 9 mei 1948 | DEC – WMS                        | 1 – 2   |                                                                     |
| 9 mei 1948 | DEM – Oranje Zwart               | 0 – 2   |                                                                     |
| 9 mei 1948 | DHC – Papendrecht*               | 1 – 1   |                                                                     |
| 9 mei 1948 | DOS – Watergraafsmeer            | 1 – 2   |                                                                     |
| 9 mei 1948 | DOS '19 – Heracles               | 2 – 4   |                                                                     |
| 9 mei 1948 | DRZ – Fortuna                    | 0 – 2   |                                                                     |
| 9 mei 1948 | DWS – Zandvoortmeeuwen           | 5 – 1   |                                                                     |
| 9 mei 1948 | Ede – Eibergsche Boys            | 8 – 1   |                                                                     |
| 9 mei 1948 | Emmen – BNC                      | 5 – 3   |                                                                     |
| 9 mei 1948 | FCK – Emma                       | 1 – 3   |                                                                     |
| 9 mei 1948 | Gemert – RBC                     | 1 – 2   |                                                                     |
| 9 mei 1948 | GVAV – Sneek                     | 1 – 4   |                                                                     |
| 9 mei 1948 | Haarsteeg – Willem II            | 0 – 9   |                                                                     |
| 9 mei 1948 | Hellevoetsluis – DFC             | 1 – 7   |                                                                     |
| 9 mei 1948 | Helmondia – Middelburg*          | 2 – 2   |                                                                     |
| 9 mei 1948 | HMS – West Frisia                | 0 – 3   |                                                                     |
| 9 mei 1948 | HRC – DWV                        | 1 – 2   |                                                                     |
| 9 mei 1948 | HZC – Appingedam                 | 2 – 1   |                                                                     |
| 9 mei 1948 | Labor – AZC                      | 0 – 4   |                                                                     |
| 9 mei 1948 | Leeuwarden – Musselkanaal        | 2 – 0   |                                                                     |
| 9 mei 1948 | Limburgia – De Ster              | 2 – 1   |                                                                     |
| 9 mei 1948 | Longa – ODC                      | 0 – 1   |                                                                     |
| 9 mei 1948 | LSC – Helpman*                   | 0 – 0   |                                                                     |
| 9 mei 1948 | Maastrichtse Boys – Kimbria      | 1 – 2   |                                                                     |
| 9 mei 1948 | Meterik – De Spechten            | 2 – 7   |                                                                     |
| 9 mei 1948 | MVV – Hoensbroek                 | 2 – 1   |                                                                     |
| 9 mei 1948 | NEO – De Hoven                   | 0 – 1   |                                                                     |
| 9 mei 1948 | Olivea – Achilles*               | 0 – 0   |                                                                     |
| 9 mei 1948 | Oosterbeek – Doetinchem          | 0 – 1   |                                                                     |
| 9 mei 1948 | PFC – DSO                        | 1 – 0   |                                                                     |
| 9 mei 1948 | RCD – Texas*                     | 1 – 1   |                                                                     |
| 9 mei 1948 | Rietvogels – AGOVV               | 1 – 4   |                                                                     |
| 9 mei 1948 | Roermond – Veloc                 | 2 – 0   |                                                                     |
| 9 mei 1948 | Sarto – NOAD                     | 2 – 5   |                                                                     |
| 9 mei 1948 | SCB – Zundert                    | 2 – 0   |                                                                     |
| 9 mei 1948 | Spoorwegen – Unitas              | 0 – 5   |                                                                     |
| 9 mei 1948 | SVHR – RKVVL                     | 3 – 2   |                                                                     |
| 9 mei 1948 | Swift – ZFC                      | 0 – 2   |                                                                     |
| 9 mei 1948 | Texel – TYBB*                    | 1 – 1   |                                                                     |
| 9 mei 1948 | The Rising Hope – Ammerstolse SV | 5 – 0** | Reglementair i.v.m. staken door schuld Ammerstolse SV bij 3-2 stand |
| 9 mei 1948 | Theole – KHC                     | 4 – 1   |                                                                     |
| 9 mei 1948 | Uithoorn – Holland               | 0 – 2   |                                                                     |
| 9 mei 1948 | UVS – HBS                        | 4 – 3   |                                                                     |
| 9 mei 1948 | Velocitas – GAVC                 | 3 – 0   |                                                                     |
| 9 mei 1948 | Vriendenschaar – Always Forward  | 3 – 0   |                                                                     |
| 9 mei 1948 | VVA – DWSV                       | 2 – 0   |                                                                     |
| 9 mei 1948 | Wageningen – Rigtersbleek        | 1 – 0   |                                                                     |
| 9 mei 1948 | Wassenaar – DHZ                  | 1 – 2   |                                                                     |
| 9 mei 1948 | WSV – PSC                        | 2 – 1   |                                                                     |
| 9 mei 1948 | Xerxes – Spartaan '20            | 2 – 3   |                                                                     |
| 9 mei 1948 | Zeelandia – Concordia SVD        | 1 – 4   |                                                                     |
| 9 mei 1948 | Zwolsche Boys – Worth Rheden     | 3 – 2   |                                                                     |

## 2e ronde
| Datum       | Wedstrijd                   | Uitslag | Scoreverloop |
| ----------- | --------------------------- | ------- | ------------ |
| 17 mei 1948 | Achilles – Leeuwarden       | 1 – 0   |              |
| 17 mei 1948 | ADO – DHZ*                  | 1 – 1   |              |
| 17 mei 1948 | AGOVV – WSV*                | 0 – 0   |              |
| 17 mei 1948 | APGS – Vriendenschaar*      | 2 – 2   |              |
| 17 mei 1948 | Blauw Zwart – PFC*          | 0 – 0   |              |
| 17 mei 1948 | Bleijerheide – De Spechten  | 0 – 2   |              |
| 17 mei 1948 | De Hoven – Ede              | 0 – 2   |              |
| 17 mei 1948 | De Valk – Kimbria           | 2 – 1   |              |
| 17 mei 1948 | DFC – The Rising Hope       | 4 – 1   |              |
| 17 mei 1948 | Doetinchem – CHRC*          | 1 – 1   |              |
| 17 mei 1948 | DWS – RKVVA                 | 5 – 2   |              |
| 17 mei 1948 | DWV – TYBB                  | 8 – 2   |              |
| 17 mei 1948 | Fortuna – Fluks             | 3 – 2   |              |
| 17 mei 1948 | Heracles – Velocitas        | 2 – 0   |              |
| 17 mei 1948 | Holland – Patria            | 4 – 1   |              |
| 17 mei 1948 | HZC – Helpman*              | 1 – 1   |              |
| 17 mei 1948 | IVV – ZFC                   | 1 – 0   |              |
| 17 mei 1948 | Limburgia – SVHR            | 7 – 2   |              |
| 17 mei 1948 | Middelburg – Concordia SVD* | 1 – 1   |              |
| 17 mei 1948 | MVV – Emma                  | 0 – 2   |              |
| 17 mei 1948 | NOAD – Spartaan '20         | 6 – 2   |              |
| 17 mei 1948 | ODC – Budel Schoot          | 6 – 0   |              |
| 17 mei 1948 | Oranje Zwart – West Frisia  | 4 – 5   |              |
| 17 mei 1948 | Papendrecht – Neptunus      | 1 – 3   |              |
| 17 mei 1948 | RBC – Roermond              | 4 – 5   |              |
| 17 mei 1948 | Sneek – Emmen*              | 2 – 2   |              |
| 17 mei 1948 | Theole – Wageningen*        | 0 – 0   |              |
| 17 mei 1948 | Unitas – Texas              | 6 – 4   |              |
| 17 mei 1948 | VVA – WMS                   | 2 – 0   |              |
| 17 mei 1948 | Watergraafsmeer – UVS       | 1 – 4   |              |
| 17 mei 1948 | Willem II – SCB             | 2 – 0   |              |
| 17 mei 1948 | Zwolsche Boys – AZC         | 1 – 0   |              |

## 3e ronde
| Datum       | Wedstrijd                | Uitslag | Scoreverloop |
| ----------- | ------------------------ | ------- | ------------ |
| 23 mei 1948 | Achilles – Heracles      | 2 – 0   |              |
| 23 mei 1948 | De Spechten – Emma       | 3 – 4   |              |
| 23 mei 1948 | DWS – VVA                | 0 – 3   |              |
| 23 mei 1948 | Ede – CHRC               | 0 – 3   |              |
| 23 mei 1948 | Emmen – Helpman          | 5 – 1   |              |
| 23 mei 1948 | Holland – Vriendenschaar | 2 – 1   |              |
| 23 mei 1948 | IVV – West Frisia        | 5 – 2   |              |
| 23 mei 1948 | Limburgia – De Valk      | 7 – 2   |              |
| 23 mei 1948 | Neptunus – DHZ           | 2 – 0   |              |
| 23 mei 1948 | NOAD – Concordia SVD*    | 1 – 1   |              |
| 23 mei 1948 | ODC – Roermond           | 0 – 2   |              |
| 23 mei 1948 | PEC – Fortuna            | 0 – 3   |              |
| 23 mei 1948 | Unitas – DFC             | 1 – 2   |              |
| 23 mei 1948 | UVS – DWV                | 1 – 2   |              |
| 23 mei 1948 | Wageningen – Willem II   | 4 – 3   |              |
| 23 mei 1948 | Zwolsche Boys – WSV      | 1 – 0   |              |

## 4e ronde
| Datum       | Wedstrijd                 | Uitslag | Scoreverloop |
| ----------- | ------------------------- | ------- | ------------ |
| 30 mei 1948 | Achilles – Emmen          | 1 – 2   |              |
| 30 mei 1948 | Concordia SVD – Roermond* | 2 – 2   |              |
| 30 mei 1948 | DFC – Fortuna             | 3 – 1   |              |
| 30 mei 1948 | DWV – Neptunus            | 6 – 0   |              |
| 30 mei 1948 | Emma – Limburgia          | 0 – 1   |              |
| 30 mei 1948 | Holland – Wageningen*     | 2 – 2   |              |
| 30 mei 1948 | IVV – VVA                 | 1 – 0   |              |
| 30 mei 1948 | Zwolsche Boys – CHRC      | 2 – 1   |              |

## Kwartfinale
| Datum       | Wedstrijd                  | Uitslag | Scoreverloop |
| ----------- | -------------------------- | ------- | ------------ |
| 6 juni 1948 | Emmen – DWV                | 0 – 4   |              |
| 6 juni 1948 | Roermond – IVV             | 2 – 1   |              |
| 6 juni 1948 | Zwolsche Boys – Wageningen | 1 – 3   |              |
| 8 juni 1948 | DFC – Limburgia            | 1 – 1*  |              |

## Halve finale
| Datum        | Wedstrijd              | Uitslag | Scoreverloop |
| ------------ | ---------------------- | ------- | ------------ |
| 13 juni 1948 | DWV – Roermond         | 5 – 0   |              |
| 13 juni 1948 | Wageningen – Limburgia | 4 – 2   |              |

## Finale
|                                |                                                     |       |                                 |                                                                             |
| 19 juni 1948 Finale KNVB Beker | Wageningen                                          | 0 – 0 | DWV                             | Olympisch Stadion, Amsterdam Toeschouwers: 20.000 Scheidsrechter: Dirk Nijs |
| 19 juni 1948 Finale KNVB Beker |                                                     |       |                                 | Olympisch Stadion, Amsterdam Toeschouwers: 20.000 Scheidsrechter: Dirk Nijs |
| 19 juni 1948 Finale KNVB Beker | Strafschoppen                                       |       |                                 | Olympisch Stadion, Amsterdam Toeschouwers: 20.000 Scheidsrechter: Dirk Nijs |
| 19 juni 1948 Finale KNVB Beker | Reijer Jansen Charley van de Weerd Henk van de Meij | 2 – 1 | Rijsmus Klaas Ooms Gerrit Homan | Olympisch Stadion, Amsterdam Toeschouwers: 20.000 Scheidsrechter: Dirk Nijs |

| KNVB Beker 1947/48   |
| -------------------- |
| Wageningen 2de titel |

Seizoenen: 1898/99 · 1899/00 · 1900/01 · 1901/02 · 1902/03 · 1903/04 · 1904/05 · 1905/06 · 1906/07 · 1907/08 · 1908/09 · 1909/10 · 1910/11 · 1911/12 · 1912/13 · 1913/14 · 1914/15 · 1915/16 · 1916/17 · 1917/18 · 1918/19 · 1919/20 · 1920/21 · 1921/22 · 1922/23 · 1923/24 · 1925 · 1925/26 · 1926/27 · 1927/28 · 1928/29 · 1929/30 · 1930/31 · 1931/32 · 1932/33 · 1933/34 · 1934/35 · 1935/36 · 1936/37 · 1937/38 · 1938/39 · 1939/40 · 1940/41 · 1941/42 · 1942/43 · 1943/44 · 1944/45 · 1945/46 · 1946/47 · 1947/48 · 1948/49 · 1949/50 · 1950/51 · 1951/52 · 1952/53 · 1953/54 · 1954/55 · 1955/56 · 1956/57 · 1957/58 · 1958/59 · 1959/60 · 1960/61 · 1961/62 · 1962/63 · 1963/64 · 1964/65 · 1965/66 · 1966/67 · 1967/68 · 1968/69 · 1969/70 · 1970/71 · 1971/72 · 1972/73 · 1973/74 · 1974/75 · 1975/76 · 1976/77 · 1977/78 · 1978/79 · 1979/80 · 1980/81 · 1981/82 · 1982/83 · 1983/84 · 1984/85 · 1985/86 · 1986/87 · 1987/88 · 1988/89 · 1989/90 · 1990/91 · 1991/92 · 1992/93 · 1993/94 · 1994/95 · 1995/96 · 1996/97 · 1997/98 · 1998/99 · 1999/00 · 2000/01 · 2001/02 · 2002/03 · 2003/04 · 2004/05 · 2005/06 · 2006/07 · 2007/08 · 2008/09 · 2009/10 · 2010/11 · 2011/12 · 2012/13 · 2013/14 · 2014/15 · 2015/16 · 2016/17 · 2017/18 · 2018/19 · 2019/20 · 2020/21 · 2021/22 · 2022/23 · 2023/24 · 2024/25 · 2025/26
Finales: 2013 · 2014 · 2015 · 2016 · 2017 · 2018 · 2019 · 2020 · 2021 · 2022 · 2023 · 2024 · 2025
Nederland: Eredivisie · Eerste divisie · Tweede divisie · Derde divisie/Topklasse · KNVB Beker
Europa: Champions League · Europa Cup I · Europa Cup II · Europa League · UEFA Cup · Jaarbeursstedenbeker · Intertoto Cup